# Anton Anreith

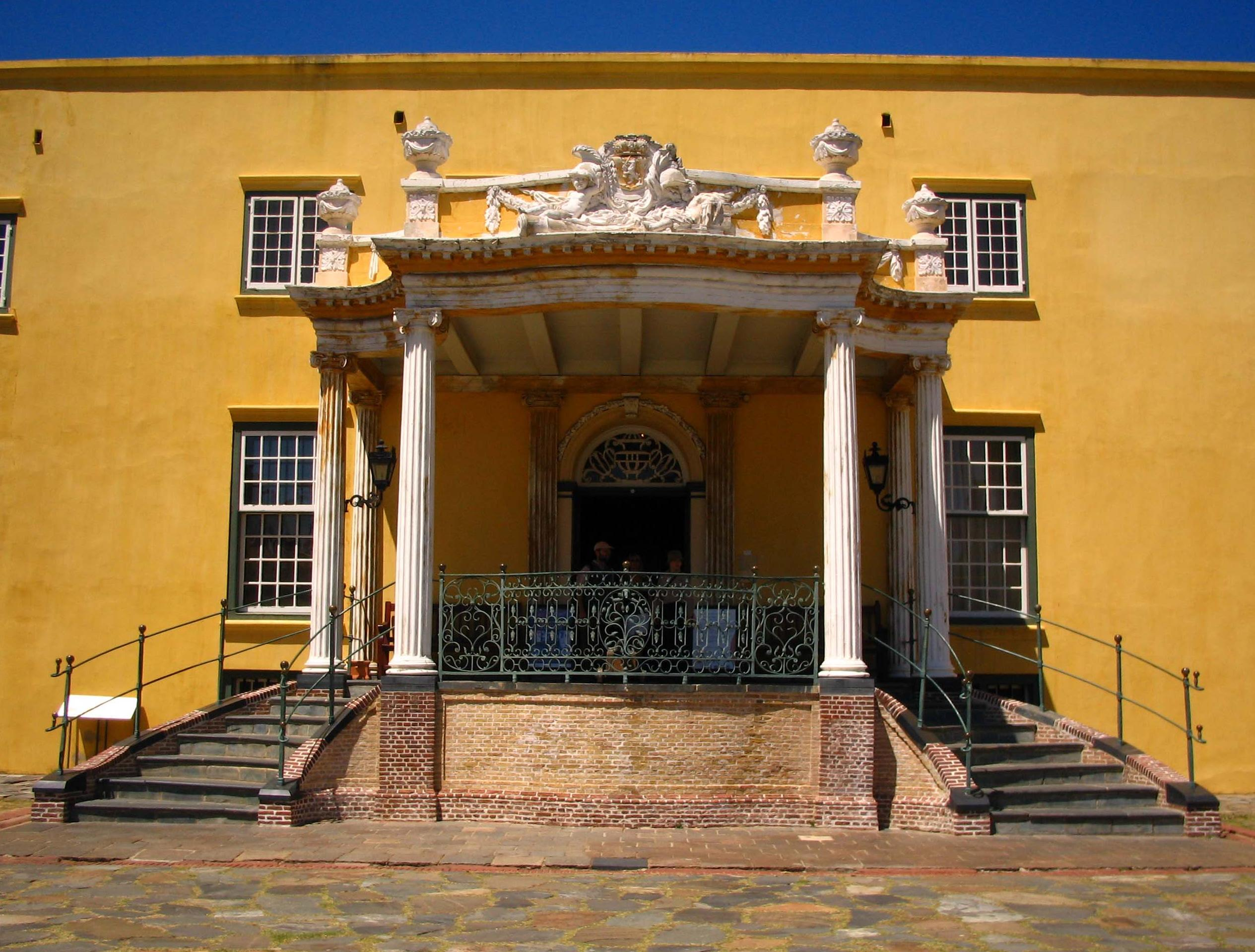

Anton Anreith (11 de junho de 1754 - 4 de março de 1822) foi um escultor alemão.